# Musée royal de Mariemont

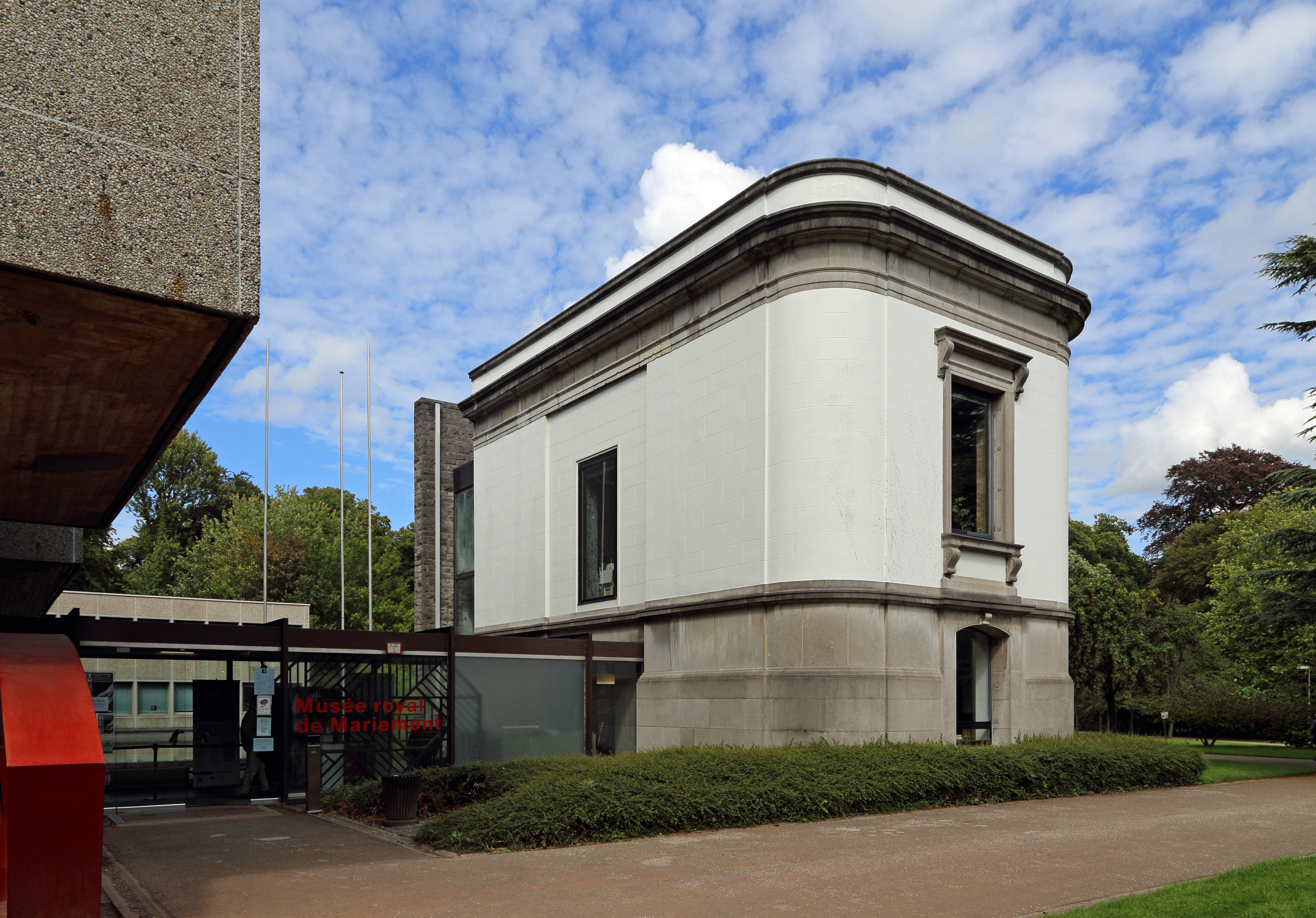
Museum von Mariemont, Eingang

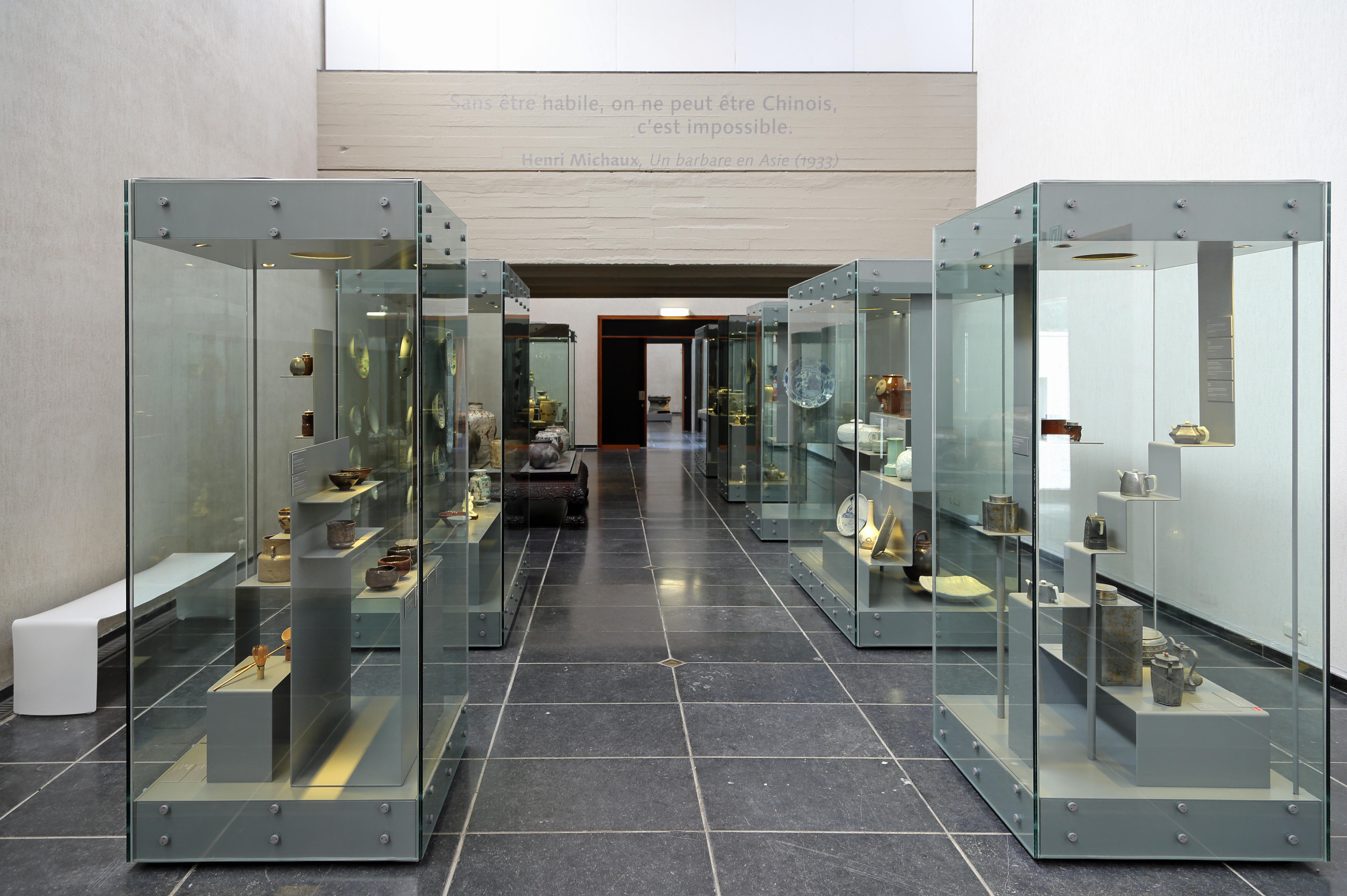
Inneres

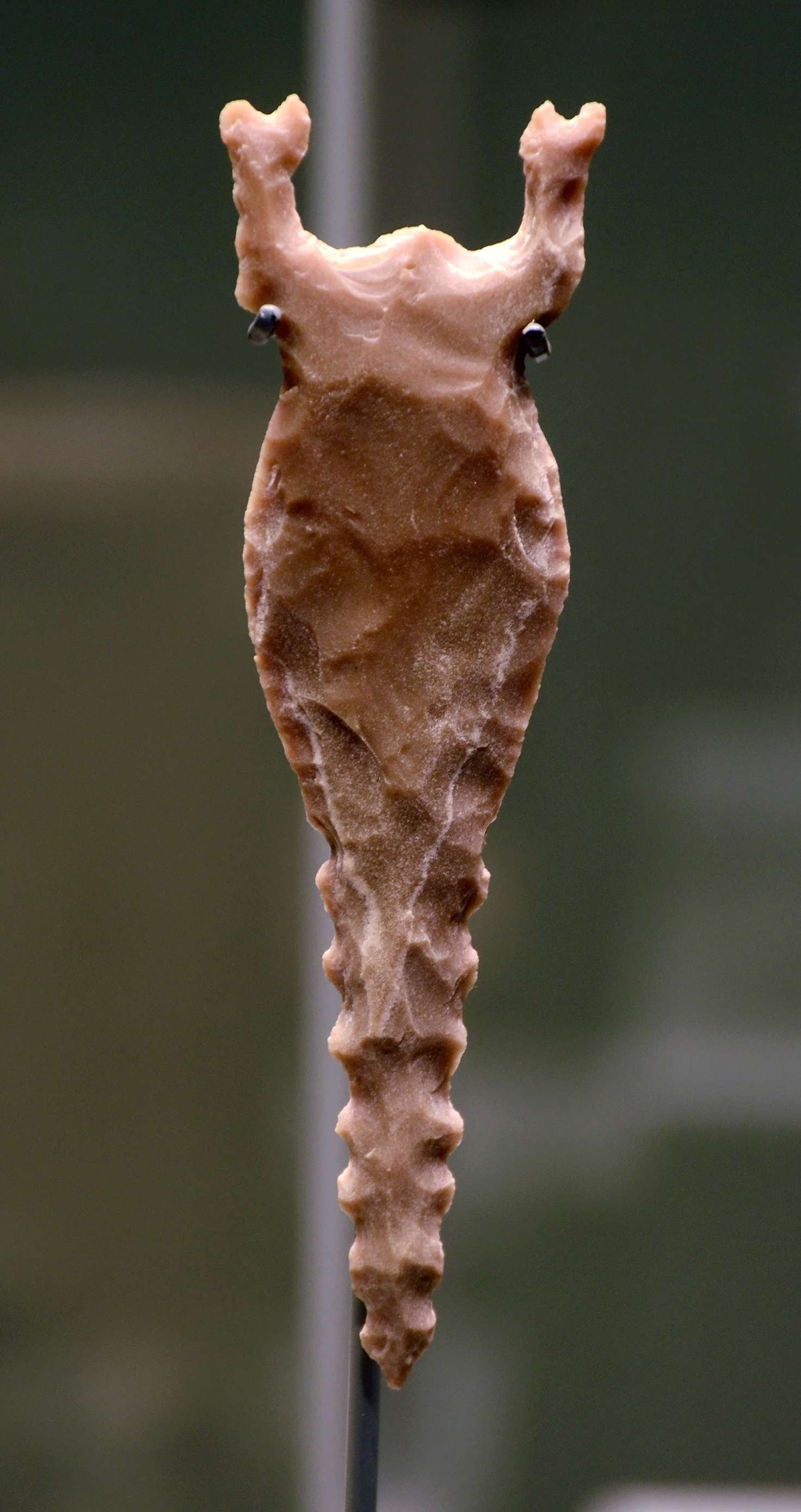
„Skorpion“ aus Feuerstein, Exzentrischer Flint, Ägypten, 3650–3050 v. Chr.

Das Musée royal de Mariemont (deutsch Königliches Museum Mariemont) ist ein Kunst- und Volkskundemuseum in Morlanwelz-Mariemont in der belgischen Provinz Hennegau. Richard Veymiers ist seit 2018 der Direktor des Museums.

## Geschichte
Das Gebäude entstand 1975 in einem großen Park mit einem Arboretum. Hier befand sich einst die Mariembourg mit einem Landgut der Maria von Ungarn, das 1794 durch die revolutionäre französische Armee zerstört wurde, Reste sind noch sichtbar. Die Industriellenfamilie Warocqué erbaute hier ein Herrenhaus und der letzte private Besitzer Raoul Warocqué verstarb am 28. Mai 1917 ohne Nachkommen. Er vermachte Park, Schloss, Bibliothek und seine Sammlungen dem belgischen Staat mit der Vorgabe, es zu einem Museum umzuwandeln. Sein Sekretär und Bibliothekar Richard Schellinck wurde der erste Kurator des Museums von Mariemont. 1934 übernahm Paul Faider (1886–1940) die Museumsleitung, die Kunstwerke wurden restauriert und katalogisiert. Seine Frau, Germaine Faider-Feytmans (1903–1983), begann 1940 mit der museumspädagogischen Arbeit. Am Heiligabend 1960 brannte das Gebäude nieder. Dank Germaine Faider konnten die meisten Objekte gerettet werden, das Herrenhaus wurde bis auf den heute als Eingang genutzten Flügel, komplett zerstört.
Ein modernes Gebäude wurde 1975 nach den Plänen von Roger Bastin (1913–1986) erbaut. Das neue Königliche Museum von Mariemont wurde am 8. Oktober 1975 wieder eröffnet.

## Sammlungen
Das Museum zeigt Bilder und Objekte aus dem alten Ägypten, Griechenland und Fernost. Zudem gibt es illuminierte Handschriften, Spitzen, römische archäologische Funde aus dem Hennegau und die größte Sammlung von Tournai-Porzellan. Zur Sammlung gehört unter anderem die Namenvase des Schröder-Malers.